# Disocactus schrankii
Disocactus schrankii ist eine Pflanzenart aus der Gattung Disocactus in der Familie der Kakteengewächse (Cactaceae). Das Artepitheton schrankii ehrt den deutschen Botaniker Franz von Paula Schrank.

## Beschreibung
Disocactus schrankii wächst stark verzweigend mit aufsteigenden kantigen Trieben, welche zuerst rötlich, später grün werden und mit zum Teil welligen Rändern etwa 1 bis 2 Zentimeter breit sind. Die erhobenen Areolen sind bedornt. Die 6 bis 7 Dornen sind weiß bis gelblich, etwas nadelig und nur 1 Zentimeter lang.
Die seitlich erscheinenden Blüten sind breit trichterig, dunkelrot und 10 bis 15 Zentimeter im Durchmesser groß. Die verkehrt eiförmigen Früchte werden bis zu 4,5 Zentimeter lang und 3,6 Zentimeter im Durchmesser groß. Sie sind etwas warzig mit mehreren Dornen tragenden Areolen versehen.

## Verbreitung und Systematik
Disocactus schrankii ist in den mexikanischen Bundesstaaten Chiapas, Durango, Jalisco, Mexiko, Michoacán, Morelos, Oaxaca und Sinaloa verbreitet und kommt in Höhenlagen zwischen 1800 und 2800 Metern vor.
Die Erstbeschreibung als Cereus schrankii erfolgte 1834 durch Ludwig Seitz (1792–1866). Wilhelm Barthlott stellte die Art 1991 zu Disocactus. Ein weiteres nomenklatorisches Synonym ist Heliocereus schrankii (Zucc. ex Seitz) Britton & Rose (1909).

## Nachweise